# Karim Onisiwo
Karim Onisiwo (* 17. März 1992 in Wien) ist ein österreichischer Fußballspieler auf der Position eines Stürmers und Flügelspielers. Er steht beim Bundesligisten FC Red Bull Salzburg unter Vertrag und war von 2015 bis 2023 österreichischer Nationalspieler.

## Vereinskarriere

### Kindheit, Jugend und erste Einsätze im Herrenfußball
Karim Onisiwo wurde am 17. März 1992 als Sohn eines Nigerianers und einer Wienerin in Wien geboren, wo er vor allem im Bezirk Favoriten aufwuchs. Sein Vater und David Alabas Vater George Alaba kannten sich bereits aus dem gleichen Stadtteil von Lagos. Als beide nach Wien kamen und die Söhne geboren wurden, hielten sie weiterhin Kontakt, weshalb Onisiwo einen großen Teil seiner Kindheit und Jugend an der Seite von David Alaba und anderen Nachwuchsspielern als Käfigfußballer verbrachte. Rund drei Monate nach seinem sechsten Geburtstag wurde Onisiwo, nachdem er von einem Fußballtrainer beim Spielen im Park entdeckt worden war, von seinen Eltern beim Favoritner AC angemeldet, bei dem er bis Oktober 2001 diverse Jugendspielklassen durchlief, ehe er sich der Jugend des SK Rapid Wien anschloss. Von dort aus ging es im März 2002 in den Nachwuchsbereich des Lokalrivalen FK Austria Wien, bei dem er bis September 2005 angemeldet war und zwischendurch von September 2004 bis März 2005 als Leihspieler der Jugend des 1. Simmeringer SC angehörte. Von der Austria wechselte er in den Nachwuchsbereich des SC Team Wiener Linien und kam nach beinahe zwei Jahren als mittlerweile 15-Jähriger zum ältesten Fußballverein Österreichs, dem First Vienna FC 1894. Bei den Döblingern trat Onisiwo von Beginn an torgefährlich in Erscheinung, so war er noch 15-jährig einer der torgefährlichsten Spieler der U-17-Mannschaft des Vereins, mit der er am Saisonende 2007/08 überlegen Meister wurde. Zu wenigen Einsätze brachte er es dabei auch für die U-19-Auswahl des Klubs, mit der er am Ende Vizemeister hinter dem Wiener Sportklub wurde und auch als Torschütze erfolgreich war.
Ab der Spielzeit 2008/09 stellte er seine Angriffsstärke neuerlich unter Beweis, wobei er mindestens 14 Tore in 13 U-17-Spielen erzielte und mit dem Team erneut U-17-Meister wurde. Bereits vermehrt kam er auch in der U-19-Mannschaft zum Einsatz, für die er in mindestens 15 Meisterschaftspartien acht Treffer erzielte. Obgleich er es zu keinen Einsätzen für die zweite Kampfmannschaft mit Spielbetrieb in der fünftklassigen Oberliga B brachte, war er 2008/09 erstmals im Kader der Regionalligamannschaft, die zum Saisonende Meister wurde und in der Relegation in die zweithöchste Fußballliga des Landes aufstieg. Während er im offiziellen Ligageschehen nicht berücksichtigt wurde, absolvierte er unter Trainer Peter Stöger ein Spiel im NÖ-Cup, als er am 8. Oktober 2008 bei der 4:6-Niederlage gegen den SV Hirschstetten zur Halbzeit für Alfred Niefergall eingewechselt wurde. In einem weiteren Testspiel gegen den SV Würmla saß er in diesem Jahr auch einmal uneingesetzt auf der Ersatzbank der ersten Kampfmannschaft. In der folgenden Saison 2009/10 kam der ausgebildete Stürmer vorwiegend in der Oberliga-Mannschaft zum Einsatz, für die er in 20 Ligapartien auf dem Feld stand, wobei er einen Treffer erzielte. Mit der Mannschaft rangierte er im Endklassement auf dem vierten Platz, kam aber nebenbei auch zu einigen wenigen Einsätzen für die U-18-Mannschaft des Vereins, die mit einem Punkt Rückstand auf die U-18 des FC Stadlau Vizemeister wurde. Für Einsätze bei den Profis, weder Pflichtspiel- noch Testspieleinsätze, reichte es in dieser Saison nicht, obwohl er bereits 17-jährig einen Profivertrag unterzeichnet hatte.

### Rascher Durchbruch im Herrenfußball
Mitte September 2010 wechselte Onisiwo, der nach seinem Schulabschluss zum Automechaniker ausgebildet wurde, auf Leihbasis zum damaligen Regionalligisten SC Ostbahn XI, bei dem er rasch den Durchbruch schaffte. Bereits im ersten Spiel, einer 0:1-Auswärtsniederlage gegen die Amateurmannschaft des SK Rapid Wien, wurde der Stürmer von Kurt Jusits über die vollen 90 Minuten eingesetzt. Nur eine Woche später erzielte er bei einem 1:1 im Heimspiel gegen den SV Schwechat seinen ersten Treffer für die Simmeringer. In weiterer Folge avancierte Onisiwo zum besten Torschützen seiner Mannschaft und rangierte zum Saisonende vor Spielern wie Rareş-Sergiu Chiorean (sechs Tore) oder Aleksandar Marinković und Markus Rühmkorf mit jeweils fünf Toren auf dem zweiten Platz der mannschaftsinternen Torschützenliste. Nur vier Siege und fünf Remis aus 30 absolvierten Partien reichten am Ende nicht für den Klassenerhalt in der Regionalliga Ost, womit der neuerliche Abstieg in die Wiener Stadtliga besiegelt war. Nach der Rückkehr zu seinem Stammklub im Juni 2011 wurde der vielseitig einsetzbare Akteur Anfang Juli 2011 umgehend an den TSV Neumarkt, Teilnehmer der drittklassigen Regionalliga West, abgegeben. Bei den Salzburgern erzielte er in der ersten Meisterschaftsrunde bei einem 4:1-Heimsieg über den FC Hard einen Hattrick. Beim Amateurverein vom Wallersee war er am Saisonende hinter Christoph Hübl (16 Treffer) und zusammen mit Daniel Kreuzer mit acht Treffern zweitbester Torschütze in der teaminternen Torschützenliste, obwohl er der Mannschaft nur bis zur Winterpause angehörte und in lediglich 16 Ligaspielen eingesetzt worden war. Des Weiteren absolvierte er für die Mannschaft, die am Saisonende den 13. von 16 Plätzen in der Regionalliga West belegte, das Erstrundenspiel des ÖFB-Cups 2011/12 gegen den SC Weiz, dem das Team mit 1:5 unterlag.

### Über Straßwalchen zur Austria Salzburg
Im Wintertransferfenster der Saison 2011/12 wechselte Onisiwo innerhalb des Bundeslandes Salzburg zum Salzburger Landesligisten SV Straßwalchen, bei dem er sich, nachdem er in den ersten drei Ligapartien im Frühjahr nicht eingesetzt wurde, offensiv stark zeigte. So wurde er ab der 20. Runde in jedem Ligaspiel eingesetzt und brachte es bei elf Einsätzen auf sieben Treffer und ebenso viele Torvorlagen. Mit der Mannschaft rangierte er im Endklassement mit dem achten Platz exakt in der Tabellenmitte und wechselte daraufhin im Sommer vor der Spielzeit 2012/13 erneut den Verein. Nach einem Probetraining unter Trainer Adi Hütter beim SV Grödig, bei dem er bereits ein Jahr zuvor unter Heimo Pfeifenberger ein Probetraining absolviert hatte, ging es diesmal Anfang Juli 2012 zum aufstrebenden SV Austria Salzburg, bei dem er in den ersten drei Partien verletzungsbedingt nicht eingesetzt wurde und danach vorwiegend als Ersatzmann für den routinierteren Raimund Friedl am rechten Flügel agierte. Erst am 13. Oktober 2012 wurde er bei einem 2:0-Sieg über den SC Bregenz von Trainer Thomas Hofer als Mittelstürmer eingesetzt und hatte diese Position, abwechselnd mit der des Rechtsaußens und sporadischen anderen Positionsbesetzungen, bis zum Saisonende als Stammkraft inne. Vor allem nach der Umstellung des Systems verdrängte er Friedl ab Oktober von dessen angestammter Position und brachte es danach auch öfter zu Einsätzen über die volle Spieldauer. Zum Meisterschaftsende rangierte die Austria schließlich mit sechs Punkten Rückstand auf den FC Liefering auf dem zweiten Tabellenplatz und hatte den Aufstieg nicht geschafft. Stattdessen setzte sich die Mannschaft zum wiederholten Male im Salzburger Fußballcup durch und besiegte dabei den TSV St. Johann im Finale mit 4:0. Bis zum Saisonende hatte es Onisiwo auf eine Bilanz von sechs Toren und fünf Assists in 25 Ligaspielen gebracht. Im Erstrundenspiel des ÖFB-Cups 2012/13 unterlag die Mannschaft dem späteren Cupsieger FC Pasching mit 1:2 und schied frühzeitig aus.
Nachdem Onisiwo im Juni 2013 seinen Vertrag bei der Austria um eine weitere Saison verlängert hatte, absolvierte er eine erfolgreiche Spielzeit, in der er unter Miroslav Polak in allen 30 Ligapartien eingesetzt wurde. Dabei war er abwechselnd am rechten und linken Flügel im Einsatz, absolvierte aber auch einige Spiele als Stürmer. Seine besten Leistungen brachte der damals 21- bzw. 22-Jährige, der im ersten Drittel der Saison vor allem als Ersatzspieler oder Joker agierte, vor allem ab der 20. Runde, als er in den letzten elf Ligapartien neun Tore erzielte und weitere acht für seine Teamkollegen vorbereitete. Über die gesamte Spielzeit hinweg brachte er es dabei auf eine Bilanz von zwölf Treffern und elf Assists in 30 Meisterschaftspartien. Mit der Mannschaft wurde er nach nur einer Niederlage und neun Punkten Vorsprung auf den WSG Swarowski Wattens Meister der Regionalliga West, schied jedoch in der anschließenden Relegation mit 2:5 gegen den noch als Fusion mit dem aufgelösten PSV Team für Wien auftretenden Floridsdorfer AC als FAC Team für Wien aus und musste in der Drittklassigkeit verbleiben. Daneben wurde Onisiwo wiederholt Salzburger Fußballpokalsieger und schied mit der Mannschaft in der zweiten Runde des ÖFB-Cups 2013/14 im Elfmeterschießen gegen seinen späteren Klub SV Mattersburg aus dem laufenden Turnier aus.

### Wechsel nach Mattersburg und Einberufung in die Nationalmannschaft

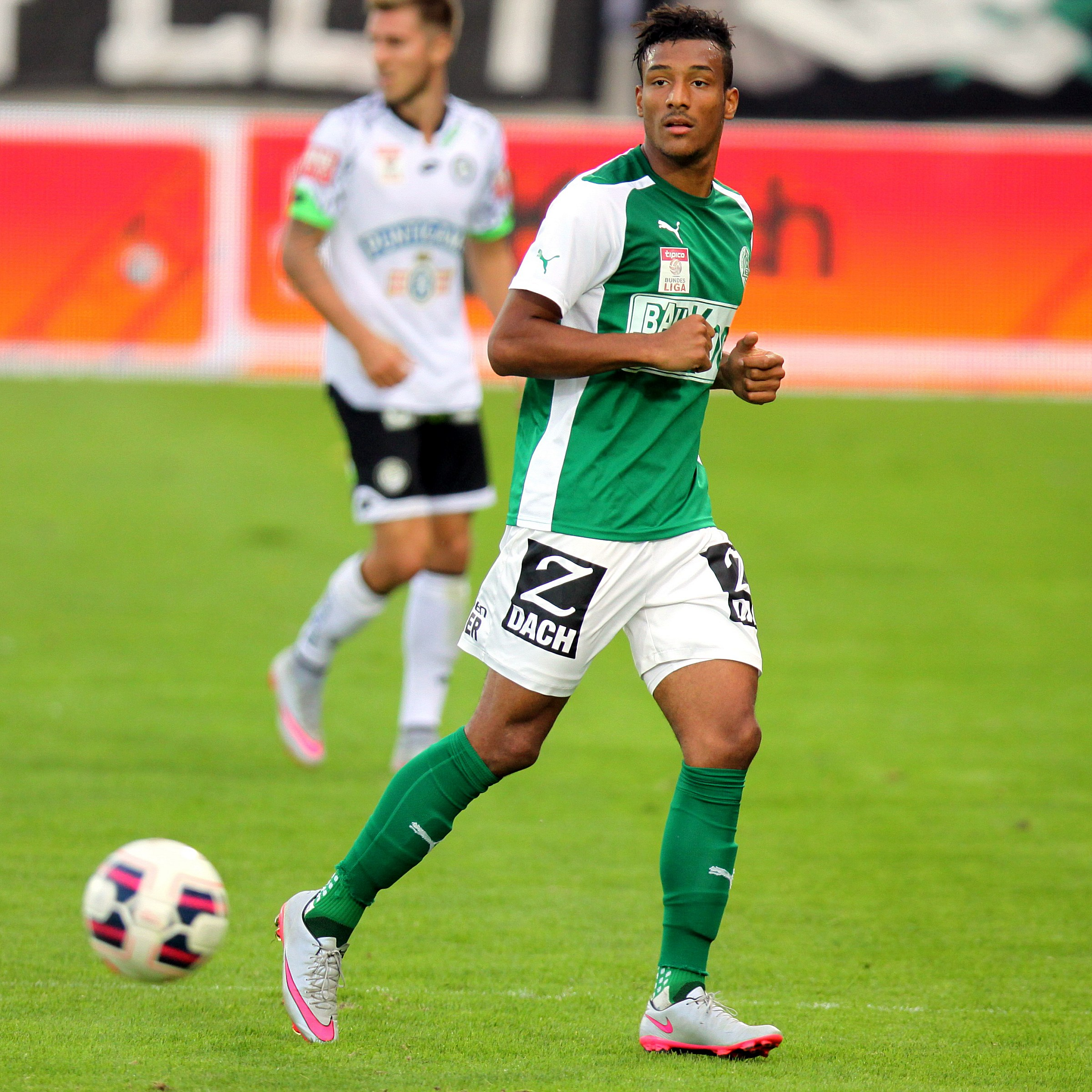
Karim Onisiwo als Spieler der SV Mattersburg (2015)

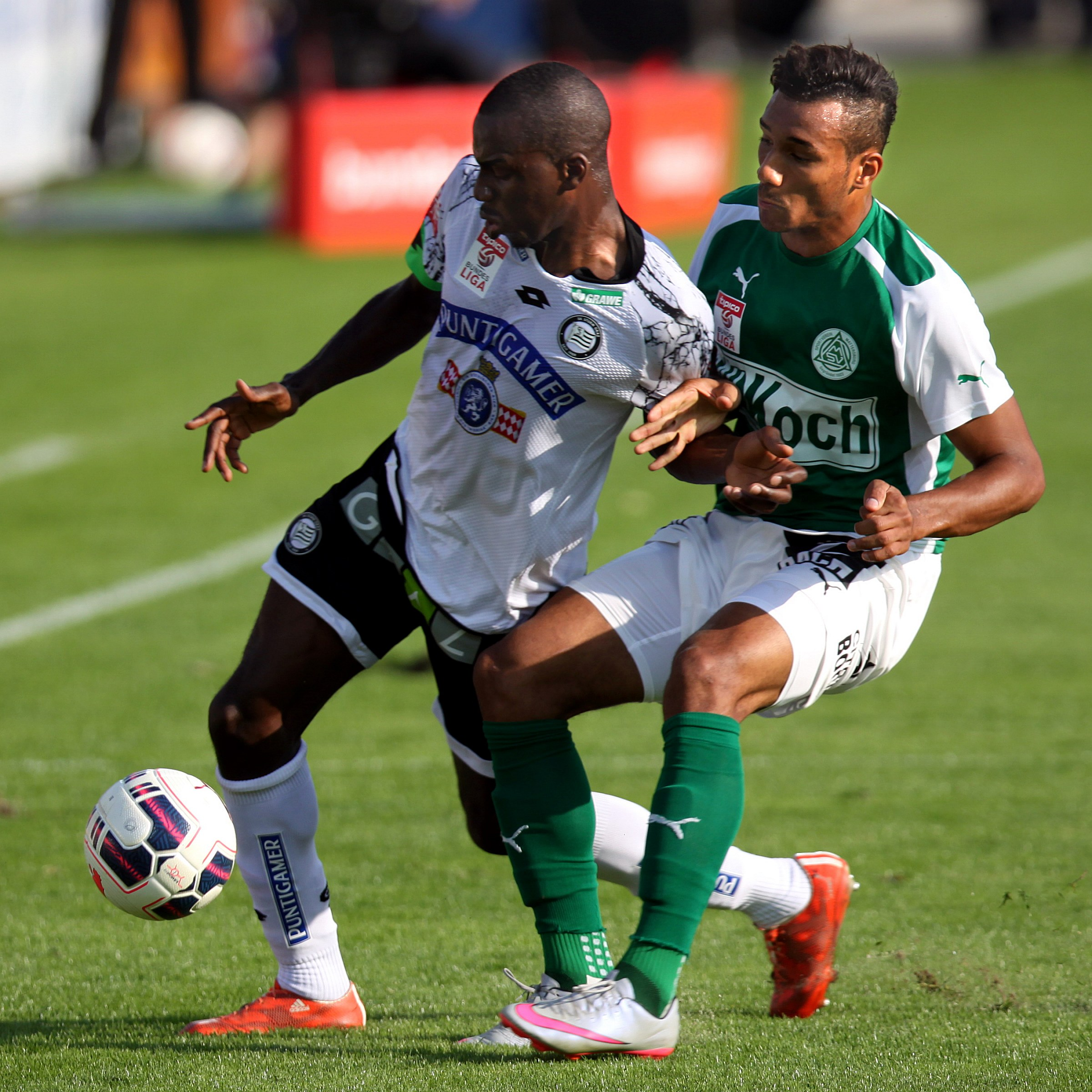
Karim Onisiwo (rechts) im Zweikampf mit Wilson Kamavuaka vom SK Sturm Graz (2015)

Aufgrund seiner Leistungen in der Regionalliga wurde Onisiwo rasch von österreichischen und europäischen Klubs umworben. Darunter zeigten die Bundesligisten SK Sturm Graz, der SV Grödig, SCR Altach oder die beiden Wiener Großklubs Interesse am mittlerweile 22-Jährigen. Dieser wechselte in die zweitklassige Erste Liga und unterschrieb zusammen mit Teamkollegen Michael Perlak einen Vertrag bei der SV Mattersburg. Sein Vertrag lief über ein Jahr inklusive einer Option auf Verlängerung. Mit den Mattersburgern avancierte er unter Trainer Ivica Vastić rasch zum offensivstarken und torgefährlichen Stammspieler, der noch stärker von anderen Klubs umworben wurde. So setzte der SK Rapid Wien viel daran, Onisiwo zu engagieren, ehe Mattersburg-Obmann Martin Pucher ein Transferverbot erteilte. Unter Vastić wurde er abwechselnd im linken Mittelfeld oder als Mittelstürmer eingesetzt. Dabei war er in 33 von 36 Ligapartien im Einsatz, erzielte 18 Tore und bereitete weitere zehn für seine Mannschaftskollegen vor. Mit seinen 18 Treffern war er hinter Markus Pink nicht nur zweitbester Torschütze des Teams, sondern der gesamten Liga. Des Weiteren war er einer der besten Assistgeber der Liga und führte die Scorerliste mit 28 Punkten an. Bereits einige Runden vor Saisonende fixierten die Mattersburger den Aufstieg in die österreichische Bundesliga und hatten am Ende sechs Punkte Vorsprung auf den FC Liefering, der als Farmteam von Red Bull Salzburg ohnehin nicht aufstiegsberechtigt gewesen wäre. Im ÖFB-Cup 2014/15 schied Onisiwo mit seiner Mannschaft im Achtelfinale gegen Altach nach Elfmeterschießen aus.
Nach dem Aufstieg nutzte die SV Mattersburg die Option und verlängerte Onisiwos Vertrag bis Sommer 2016. Noch zwei Wochen vor Schließung des Sommertransferfensters kam es zu Unstimmigkeiten bei Onisiwos Vertrag mit den Mattersburgern; dessen Bezüge waren nach der Vertragsverlängerung nicht aufgebessert worden und der Senat 2 der Bundesliga wurde als Schlichtungsstelle eingeschaltet. Auch zu dieser Zeit wurde Onisiwo von weiteren Klubs beobachtet. In der Bundesliga wurde er daraufhin vorwiegend als Linksaußen eingesetzt und war nur zu Saisonbeginn kurzzeitig als Stürmer im Einsatz. Nachdem er es bis zu diesem Zeitpunkt auf 14 Bundesligaeinsätze, zwei Tore und sechs Torvorlagen sowie auf drei Einsätze und einen Treffer im ÖFB-Cup 2015/16 gebracht hatte, wurde er erstmals von Teamchef Marcel Koller in die österreichische Nationalmannschaft einberufen, bei der er den Ausfall des verletzten Martin Harnik kompensieren sollte. Noch im Oktober 2015 meldeten mit RB Leipzig und dem 1. FC Nürnberg zwei deutsche Vereine ihr Interesse an einer Verpflichtung Onisiwos. Zeitgleich ließ Andreas Herzog verlautbaren, dass sein Vater Anton Herzog, der als Scout bei Rapid arbeitet, Onisiwo schon lange zum Wiener Großklub lotsen wollte.

### Deutsche Bundesliga beim 1. FSV Mainz 05
Am 5. Jänner 2016 unterschrieb Onisiwo einen zunächst bis Sommer 2019 datierten Vertrag beim deutschen Bundesligisten 1. FSV Mainz 05. Nur einen Tag zuvor hatte das Arbeits- und Sozialgericht Wien eine im Sommer 2015 seitens der SV Mattersburg einseitig vorgenommene Vertragsverlängerung für ungültig erklärt. Obwohl das Urteil noch nicht rechtskräftig war, verkündete Mainz 05 einen Tag später den Wechsel. Danach dauerte es einen weiteren Monat, ehe die Mainzer eine Freigabe für Onisiwo erhielten. In der Zwischenzeit wurde auch die FIFA eingeschaltet, um zumindest eine provisorische Spielberechtigung für den 23-Jährigen zu erwirken. Nachdem am 5. Februar 2016 von der FIFA entschieden worden war, dass Onisiwo spielberechtigt war, fiel dieser für die ersten Spiele nach der Freigabe wegen einer Zehenverletzung aus. In der Bundesliga debütierte er am 26. Spieltag bei der 0:2-Auswärtsniederlage gegen Borussia Dortmund, als er in der 62. Spielminute für Christian Clemens eingewechselt wurde. Am 33. Spieltag erzielte er beim 3:1-Auswärtssieg gegen den VfB Stuttgart seinen ersten Treffer für Mainz 05 und bereitete im selben Spiel einen Treffer für seinen Teamkollegen Yunus Malli vor. Insgesamt brachte er es in der Saison 2015/16 zu neun Ligaauftritten in der höchsten Fußballliga Deutschlands und rangierte mit der Mannschaft zum Saisonende auf dem sechsten Tabellenplatz.
Im Laufe der nächsten Saison variierten Onisiwos Offensivpositionen, und auch seine Einsatzzeiten. Da sich die Mainzer aufgrund der Tabellenposition in der vorangegangenen Saison für die Gruppenphase der UEFA Europa League 2016/17 qualifiziert hatten, kam Onisiwo auch in dieser zum Einsatz. Von sechs möglich gewesenen Gruppenspielen absolvierte er drei und schied mit der Mannschaft als Dritter der Gruppe C vom laufenden Turnier aus. Im DFB-Pokal ereilte das Team bereits in Runde 2 gegen die SpVgg Greuther Fürth ein Ende. Wegen eines Knochenödems fiel er über weitere Teile des Frühjahres 2017 aus und musste danach seinen Trainingsrückstand aufholen. Aus diesem Grund gehörte er auch einige Wochen der zweiten Mannschaft der Mainzer an, ehe er sich wieder für das Profiteam empfehlen konnte. Knapp vier Monate nach seinem letzten Erstligaeinsatz kehrte Onisiwo als Ersatzspieler in den Profikader zurück und absolvierte in den letzten sechs Meisterschaftsrunden noch drei Bundesligaspiele. Am Saisonende brachte er es mit den Rheinhessen auf den 15. Tabellenplatz, punktgleich mit dem 16. VfL Wolfsburg, jedoch mit einer besseren Tordifferenz.
Unter dem vor Saisonbeginn 2017/18 zum Trainer der Profimannschaft beförderten bisherigen Amateurtrainer Sandro Schwarz fand der noch immer angeschlagene Onisiwo kaum in die Mannschaft. Er fiel er aufgrund einer Schulterverletzung mit nach sich ziehender Operation erneut einige Monate aus und konnte erst wieder in der Winterpause in das Mannschaftstraining einsteigen. Aufgrund seines Trainingsrückstandes dauerte es einige Wochen, ehe Onisiwo in der 22. Meisterschaftsrunde wieder auf der Ersatzbank Platz nehmen durfte. Zum Großteil kam er bis Saisonende nur zu Kurzeinsätzen. Wie bereits in der Spielzeit davor waren die Mainzer bis zum Ende der Saison 2017/18 in den Abstiegskampf verwickelt und schlossen die Saison auf dem 14. Tabellenplatz ab. Im DFB-Pokal 2017/18 war für Onisiwo, der es hierbei auf zwei Einsätze gebracht hatte, im Viertelfinale gegen Eintracht Frankfurt Schluss.
In der Spielzeit 2018/19 entwickelte sich der Österreicher zu einem sich in den Vordergrund spielenden Akteur. Bis auf einige kleinere Blessuren, wie einer Gehirnerschütterung, blieb Onisiwo konstant gesund, wurde jedoch anfangs, neben einigen längeren Einsatz, vorrangig als Ersatzspieler für wenige Einsatzminuten auf das Spielfeld geschickt. Spätestens ab Frühjahr 2019 stand er regelmäßig in der Startformation und hatte am Saisonende sieben Treffer in 26 Ligaspielen erzielt. Im DFB-Pokal 2018/19 schied er mit seiner Mannschaft bereits in der zweiten Runde gegen den FC Augsburg aus.
Am 5. Dezember 2020, dem 10. Spieltag der Saison 2020/21, wurde Onisiwo im Auswärtsspiel gegen Arminia Bielefeld (2:1) in der 58. Minute eingewechselt und bestritt seinen 100. Ligaeinsatz. Im Mai 2023 wurde er mit seinem 32. Treffer Rekordtorschütze der Mainzer in der Bundesliga vor Robin Quaison (31 Tore). Sein Vertrag in Mainz lief bis 2026.

### FC Red Bull Salzburg
Nach neun Jahren und 233 Pflichtspieleinsätzen in Mainz kehrte Onisiwo Anfang Jänner 2025 nach Österreich zurück und wechselte zum Bundesligisten FC Red Bull Salzburg, bei dem er einen bis 2026 laufenden Vertrag erhielt. Sein Vertrag in Mainz war zuvor aufgelöst worden.

## Nationalmannschaftskarriere

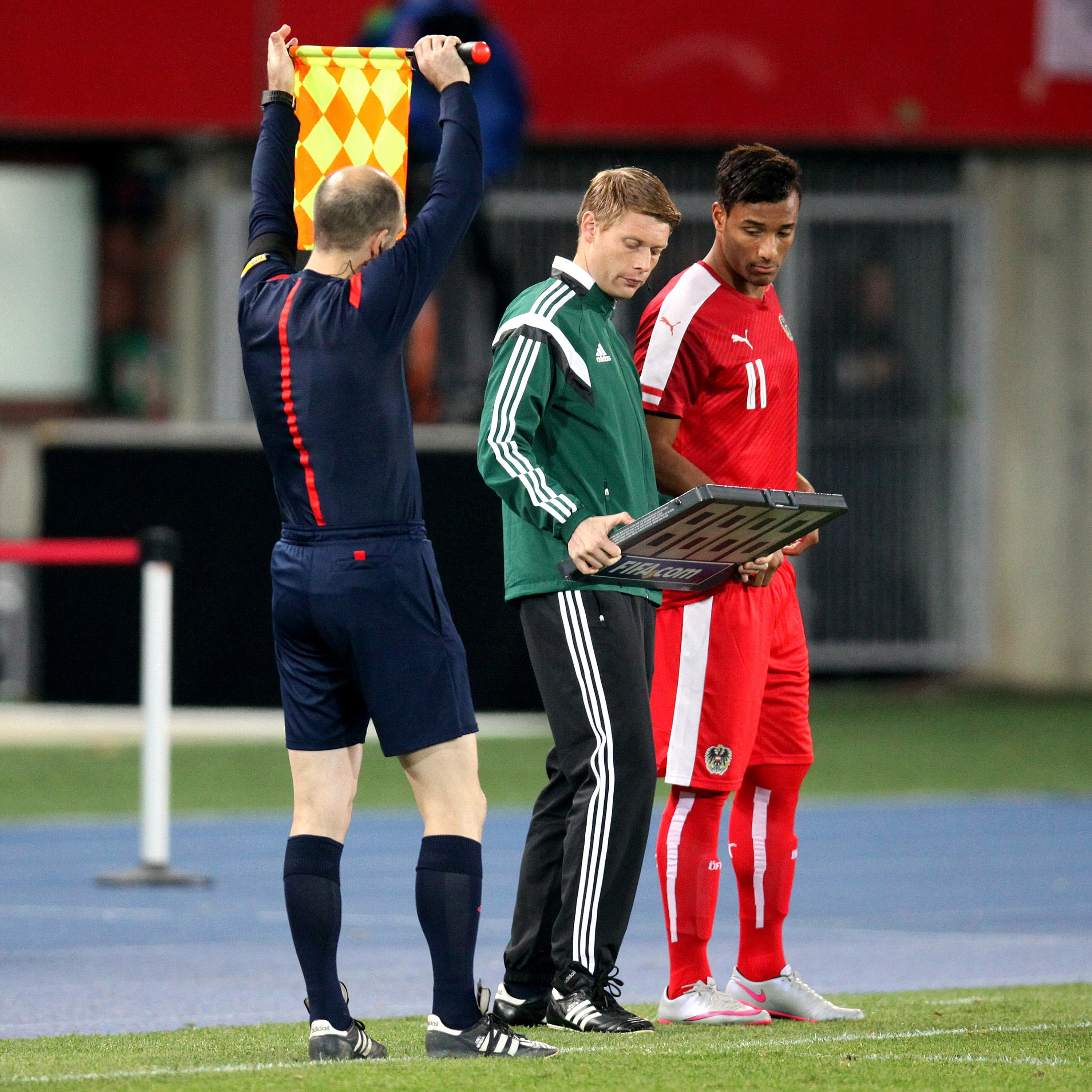
Einwechslung von Karim Onisiwo zu seinem Debüt in der Österreichischen Nationalmannschaft.

Im September 2014 wurde Onisiwo erstmals in eine österreichische Fußballnationalauswahl einberufen, als ihn der Trainer der U-21-Auswahl Werner Gregoritsch in den Kader für die beiden letzten U-21-EM-Qualifikationsspiels gegen Bosnien-Herzegowina und Spanien holte. Er wurde dabei in der Partie gegen Bosnien-Herzegowina ab der 81. Minute für Louis Schaub eingesetzt und wurde beim Spiel gegen England, das 1:1 endete und für die Österreicher das Ausscheiden als Gruppenzweiter hinter den Spaniern im laufenden Qualifikationsbewerb bedeutete, nicht berücksichtigt. Dies war das einzige Mal, dass Onisiwo in einem U-21-Länderspiel eingesetzt wurde. Etwas mehr als ein Jahr später wurde er vom ÖFB-Teamchef Marcel Koller in die österreichische A-Nationalmannschaft, die sich zuvor für die EM 2016 in Frankreich qualifiziert hatte, nominiert. Dabei sollte er den verletzungsbedingten Ausfall von Martin Harnik kompensieren. Beim Freundschaftsspiel gegen die Schweiz am 17. November 2015 kam Onisiwo schließlich in der 58. Spielminute für Jakob Jantscher aufs Spielfeld und spielte auf der rechten offensiven Außenseite. Das Spiel vor eigenem Publikum wurde mit 1:2 verloren; es war die einzige Niederlage im Kalenderjahr.
Fast auf den Tag genau ein Jahr nach seinem Länderspieldebüt absolvierte Onisiwo seine zweite Partie für Österreich, als er am 15. November 2016 beim 0:0-Remis im Freundschaftsspiel gegen die Slowakei von Beginn an von Marcel Koller eingesetzt und in der 84. Spielminute durch Kevin Wimmer ersetzt wurde. Aufgrund seiner langwierigen Verletzungszeit fand er in den nachfolgenden 19 Länderspielen weder unter Koller noch unter dessen Nachfolger Franco Foda Berücksichtigung. Nach einigen Ausfällen wurde Onisiwo Mitte März 2019 zusammen mit Marc Janko vom FC Lugano und Maximilian Wöber vom FC Sevilla von Foda ins ÖFB-Team für die kurz darauf startende Qualifikation zur EM 2020 nachnominiert. Bei der 0:1-Niederlage im ersten Qualifikationsspiel gegen Polen kam Onisiwo in Minute 84 für Florian Grillitsch auf den Rasen. Im drei Tage später stattfindenden Auswärtsspiel gegen Israel, das in einer 2:4-Niederlage Österreichs endete, wurde Onisiwo in der 60. Spielminute für Xaver Schlager eingewechselt. Im Mai 2021 wurde er in den vorläufigen Kader Österreichs für die EM 2021 berufen und schaffte es schlussendlich auch in den endgültigen Kader, mit dem er bis zum Achtelfinale kam. Während des Turniers kam er zu einem Kurzeinsatz.
Nach insgesamt 24 Einsätzen im ÖFB-Team gab er im November 2023 seinen Rücktritt aus der Nationalmannschaft bekannt.

## Erfolge
First Vienna FC 1894
- U-17-Meister: 2007/08 und 2008/09
- U-19-Vizemeister: 2007/08
- Meister der Regionalliga Ost: 2008/09 (ohne Einsatz)
- U-18-Vizemeister: 2009/10

mit dem SV Austria Salzburg
- Salzburger Fußballcupsieger: 2012/13 und 2013/14
- Vizemeister der Regionalliga West: 2012/13
- Meister der Regionalliga West: 2013/14

mit der SV Mattersburg
- Meister der Ersten Liga: 2014/15